# 魔幻廚房
《魔幻廚房》（英語：[Magic Kitchen] 错误：{{Lang}}：文本有斜体标记（帮助））是一部李志毅编导的2004年香港爱情喜剧片，改编自林詠琛的同名小說《魔幻廚房》。鄭秀文和言承旭主演，刘德华友情出演。香港收获2022万港币，位列香港年度华语片第四位。

## 剧情
慕容优（郑秀文饰）是香港一间私房菜馆的老板兼厨师，她的厨艺倍受赞赏，菜馆也远近闻名，就连日本一个著名的电视烹饪比赛也来邀请慕容优做挑战嘉宾，但优却婉言谢绝了，表示自己对参赛没有太大兴趣，这个决定让优的助手郭可立（言承旭饰）大感诧异。其实优有两个人所不知的秘密，其一，她本身对于烹饪并没有什么独到的心得，菜馆的所有菜式，全部都来自她去世母亲遗留下的几本菜谱。优的母亲毕生研究厨艺，造诣高深，并将所有的心得都放进这几本菜谱中。另外一个秘密，是优深信自己是一个古老“咒语”的受害者：自小母亲就告诉优一个故事——百多年前，优美丽任性的曾外祖母慕容菊，贪玩用“吸星换月大法”把仰慕自己的名厨欧阳情的家传厨艺全部吸到自己手上，菊公正严明的父亲一怒之下，请高人向菊下了一道咒语，要她及其后代的女儿都要做厨师，并会遭到男人的始乱终弃，直到向欧阳家的后人偿还情债为止。
结果，一直到优母这一代，咒语都不断应验——优的父亲就是在母亲怀了优时，抛妻弃女而去。这个故事在优的心中留下了一道阴影，对她的恋爱经历，造成了极大的影响。优对于她的前任男友传佑（刘德华饰）念念不忘，当初两人拍拖时，每次情到浓时总有古怪发生破坏好事，优觉得是那道咒语在作怪，不禁耿耿于怀，最后导致两个人的恋情无疾而终。数年之后优和传佑重逢时，传佑已经在和优的好朋友、高雅成熟的傅薇（Maggie Q饰）交往，令优觉得非常失落。 另一方面，痴情的可立其实一直都在暗恋自己的女老板，他也知道优无法对传佑忘情，出于对优的尊重，可立默默地在优的身边等待，不断地鼓励着优克服自己内心的恐惧，走出母亲的影子，自创属于她自己的菜式和人生。
在各种矛盾感情的冲击下，优始终犹豫不决，无法鼓足勇气走出一条自己的路，看着周围的人在感情道路上的种种遭遇，再一次又一次地被可立的真挚爱情所感动，优终于下定决心，勇敢面对自己的内心，她接受了可立，两人展开了一段甜蜜的恋情。

## 角色
| 演員       | 角色                      |
| 鄭秀文     | 慕容優                    |
| 言承旭     | 郭可立 (粵語配音：劉愷威) |
| 劉德華     | 范傳佑                    |
| Maggie Q   | 傅薇 (粵語配音：彭晴)     |
| 張燊悅     | 向紫葵                    |
| 黃秋生     | Tony Ho                   |
| 馮德倫     | Joseph                    |
| 高皓正     | 酒店前堂部服務員          |
| 王敏德     | 秋木                      |
| 羅慧娟     |                           |
| 蘇永康     |                           |
| 陳淑蘭     | 慕容優母親                |
| 羅家英     | 慕容優父親                |
| 李力持     |                           |
| 谷德昭     |                           |
| 連晉       |                           |
| 吳彥祖     | Kevin                     |
| 樋口明日嘉 | 日本料理之王大賽司儀      |
| 唐文龍     | Don                       |

## 獎項
| 頒獎典禮             | 獎項             | 名單                                               | 結果 |
| -------------------- | ---------------- | -------------------------------------------------- | ---- |
| 第41屆金馬獎         | 最佳改編劇本     | 李志毅                                             | 提名 |
| 第24屆香港電影金像獎 | 最佳原創電影歌曲 | 《调情》（作曲：林一峰 填詞：黃偉文 主唱：鄭秀文） | 提名 |

## 外部連結
- Yahoo奇摩電影上《魔幻廚房》的資料（繁體中文）
- 開眼電影網上《魔幻廚房》的資料（繁體中文）
- 香港影庫上《魔幻廚房》的資料（繁體中文）
- 时光网上《魔幻廚房》的資料（简体中文）
- 豆瓣电影上《魔幻廚房》的資料 （简体中文）
- 爛番茄上《魔幻廚房》的資料（英文）
- AllMovie上《魔幻廚房》的资料（英文）
- 互联网电影数据库（IMDb）上《魔幻廚房》的资料（英文）